# Han Jin-seop
Han Jin-seop (Seul, 7 settembre 1981) è un tiratore a volo sudcoreano.
Ha partecipato ai Giochi di Pechino 2008 e di Londra 2012.
Nel 2010, ha vinto 1 oro ai Campionati mondiali.